# You Make Me Feel Brand New
You Make Me Feel Brand New ("(Tu) mi fai sentire nuovo/a di zecca") è una canzone soul scritta da Linda Creed e da Thom Bell ed incisa originariamente nel 1973 dal gruppo statunitense The Stylistics.
Il brano è stato in seguito interpretato da numerosi altri cantanti e gruppi, quali Ferrante & Teicher, Santo & Johnny, Roberta Flack, i Simply Red, Rod Stewart e Mina.
Nella versione originale degli Stylistics, il brano viene interpretato da entrambe le voci del gruppo (unico caso), Airrion Love e Russell Thompkins.

## Testo
Si tratta di una canzone d'amore, dove un uomo/una donna si rivolge all'amata/o, dicendole che grazie a lei/lui si sente una persona completamente nuova e per questo motivo le/gli dedica questo brano.

## La versione originale degli Stylistics
La canzone venne originariamente incisa dagli Stylistics per l'album Rockin' Roll Baby nel 1973.
Fu in seguito reincisa in versione ridotta per l'album Let's Put It All Together e pubblicata come singolo di successo nel 1974.
Raggiunse il secondo posto delle classifiche negli Stati Uniti e nel Regno Unito.

### Tracce

#### 45 giri (1973)[3]
1. You Make Me Feel Brand New  4:15
2. Only for the Children 4:15

#### 45 giri (edizione per l'Italia, 1974)[8]
1. You Make Me Feel Brand New 5:20
2. Love Is the Answer 3:00

#### 45 giri maxi (versione per il Brasile)[9]
1. You Make Me Feel Brand New
2. Pieces
3. Love Comes Easy
4. Pay Back Is a Dog

### Classifiche
| Classifica (1974)           | Posizione massima |
| --------------------------- | ----------------- |
| US Billboard Hot 100        | 2                 |
| US R&B Singles              | 5                 |
| US Adult Contemporary Chart | 6                 |
| Paesi Bassi                 | 6                 |
| Regno Unito                 | 2                 |

## La versione dei Simply Red
La canzone fu reinterpretata dal gruppo britannico Simply Red e pubblicata come terzo singolo estratto dall'album Home nel 2003.

### Tracce

#### 45 giri[10]
1. You Make Me Feel Brand New (Antillas Full Vocal Mix) 9:37
2. You Make Me Feel Brand New (Love To Infinity 12" Mix)

#### CD[11]
1. You Make Me Feel Brand New (Single edit) 4:18
2. You Make Me Feel Brand New (Antillas Full Vocal Edit) 4:15
3. You Make Me Feel Brand New (Love To Infinity Radio Mix) 4:47
4. Enhanced Section (You Make Me Feel Brand New Video) 8:10

### Classifiche
| Classifica (2003) | Posizione massima |
| ----------------- | ----------------- |
| Austria           | 47                |
| Germania          | 43                |
| Italia            | 14                |
| Paesi Bassi       | 43                |
| Regno Unito       | 7                 |
| Svizzera          | 76                |

## Cover varie (Lista parziale)
Tra gli artisti che hanno eseguito una cover di You Make Me Feel Brand New, figurano, tra gli altri (in ordine alfabetico):
- Babyface (nell'album Lovers del 1986[14])
- Regina Bell
- Boyz II Men (nell'album Throwback del 2004)
- Norman Brown (nell'album Celebration del 1999)
- The 5th Dimension
- The Jimmy Castor Bunch (1975)
- Ferrante & Teicher
- Roberta Flack
- Boris Gardiner (1986)
- Hubert Laws (versione strumentale contenuta nell'album The Chicago Theme del 1975[15])
- Lorraine McKane (1990)
- Mina feat. Lele Cerri (nell'album Rane supreme del 1987)
- Jay R Sillona
- Santo & Johnny
- Simply Red (negli album Home del 2003 e Songs of Love del 2010 e come singolo nel 2003)
- Rod Stewart feat. Mary J. Blige (nell'album Soulbook del 2009[16])
- Wess & Dori Ghezzi (Entriamo nel gioco)